# АТП Базел 2009.
АТП Базел 2009. је тениски турнир који је игран на тврдој подлози на затвореним теренима у Базелу од 2. до 8. новембра 2009. године.

## Носиоци на турниру
| Држава     | Играч              | Мјесто на АТП листи | Носилац |
| ---------- | ------------------ | ------------------- | ------- |
| Швајцарска | Роџер Федерер      | 1                   | 1       |
| Србија     | Новак Ђоковић      | 3                   | 2       |
| Чиле       | Фернандо Гонзалез  | 11                  | 3       |
| Хрватска   | Марин Чилић        | 13                  | 4       |
| Чешка      | Радек Штјепанек    | 14                  | 5       |
| Њемачка    | Томи Хас           | 17                  | 6       |
| Швајцарска | Станислас Вавринка | 23                  | 7       |
| Њемачка    | Филип Колшрајбер   | 24                  | 8       |

- Носиоци су одређени према стању на АТП листи 26. октобра 2009.

## Финала

### Појединачно
Роџер Федерер –  Новак Ђоковић 4-6, 6-4, 2-6

### Парови
Данијел Нестор /  Ненад Зимоњић –  Боб Брајан /  Мајк Брајан 6-2, 6-3